# Franck Lagorce
Pour les articles homonymes, voir Lagorce.
Franck Lagorce, né le 1er septembre 1968 à L'Haÿ-les-Roses (Val-de-Marne) est un pilote automobile français et commentateur sportif à la télévision.

## Biographie
Franck Lagorce débute dès 11 ans en compétition en pratiquant le karting et devient champion de France minime de la discipline en 1981. Les victoires continuent de s'engranger au fil des ans, en cadet, junior, y compris en catégorie reine, le 125 cm3 au niveau européen.
En 1987, il commence en parallèle du karting, sa carrière en monoplace en Formule Ford sur l'autodrome de Linas-Montlhéry. En 1990, il devient vice-champion de France Formule Renault et en 1992, champion de France de Formule 3. Cela lui ouvre les portes de la Formule 3000 en 1993 et devient la même année vice-champion de France de Formule 3000, puis en 1994, vice-champion intercontinental et de France de cette même discipline. Il participe cette même année à ses premiers 24 Heures du Mans avec l'écurie Courage Compétition et signe même la pole position.
Grâce à ses résultats, il est engagé en 1994 par l'écurie Ligier comme pilote essayeur et participe en fin de saison à deux Grands Prix de Formule 1, débutant le 6 novembre 1994 au Grand Prix du Japon qui se solde par un abandon au dixième tour et est suivi par une onzième place au Grand Prix d'Australie. Il ne marque pas de point au championnat des pilotes.
Gardant contact avec le monde du karting, et en tant qu'invité, il termine premier du Paris Bercy Indoor International qu'il remporte aussi en 1998 et 2001. Il continue à occuper le poste de pilote d'essai Ligier en 1995, avant d'occuper le même rôle chez Forti Corse en 1996, sans toutefois disputer de Grand Prix.
Ne trouvant plus de volant en monoplace, il se lance dans les compétitions de GT, de tourisme, d'endurance et au Trophée Andros. Il remporte ainsi le Renault Sport Spider Elf Trophy en 1996. Il participe dix fois aux 24 heures du Mans de 1994 à 2003 avec une cinquième place comme meilleur résultat en 1998 avec l'écurie Nissan Motorsport. Il court pour les plus grands constructeurs de l'endurance comme Nissan avec la R390 GT1, Mercedes-Benz avec la CLR, Courage, Cadillac, Riley & Scott, Panoz et Pescarolo Sport.
En 2003, il prend part à des manches du Championnat du Monde de Rallye Raid et gagne la quatrième manche du championnat de France de karting catégorie 125 cm3 à Angerville en 2004.
À partir de 2004, il commence sa reconversion en devenant consultant pour les chaînes de télévision France Télévision, Canal+, Motors TV puis Eurosport France et devient un des animateurs du trophée Andros. En septembre 2004, Franck Lagorce revient à sa première passion, le karting, en disputant les 24 Heures du Mans comme capitaine avec trois jeunes espoirs français, Nelson Panciatici, Alexis Passelaigues et Peps Gaignault. En 2005, il est nommé par la Fédération française du sport automobile capitaine de l'équipe de France de karting avec laquelle il obtient de bons résultats. Il lance aussi avec le soutien de la firme ATS le twinkart, un karting à deux places l'un derrière l'autre.
Depuis quelques années, il court chaque année le trophée Andros où il a remporté 19 victoires dans la catégorie reine Elite pro. Il est le pilote ayant gagné le plus de courses dans la compétition parmi ceux qui n'ont jamais remporté le classement général.
Franck Lagorce est consultant et commentateur pour Eurosport France pour les GP2 Series, les 24 Heures du Mans et a participé à l'émission Dimanche F1. Il a également créé son entreprise FL Consulting, spécialisée dans l’événementiel. Depuis 2014, il commente aussi sur la chaîne L'Équipe toutes les courses du championnat du monde de rallycross FIA.

## Résultats en championnat du monde de Formule 1
| Saison | Écurie                 | Châssis | Moteur      | Pneus    | GP disputés | Points inscrits | Classement |
| ------ | ---------------------- | ------- | ----------- | -------- | ----------- | --------------- | ---------- |
| 1994   | Ligier Gitanes Blondes | JS39B   | Renault V10 | Goodyear | 2           | 0               | n.c.       |

| Année | Écurie                 | Châssis      | Moteur      | 1   | 2   | 3   | 4   | 5   | 6   | 7   | 8   | 9   | 10  | 11  | 12  | 13  | 14  | 15       | 16     | Classement | Points |
| ----- | ---------------------- | ------------ | ----------- | --- | --- | --- | --- | --- | --- | --- | --- | --- | --- | --- | --- | --- | --- | -------- | ------ | ---------- | ------ |
| 1994  | Ligier Gitanes Blondes | Ligier JS39B | Renault V10 | BRA | PAC | SMR | MON | ESP | CAN | FRA | GBR | DEU | HUN | BEL | ITA | POR | EUR | JPN Abd. | AUS 11 | NC         | 0      |

## Résultats aux 24 heures du Mans
| Année | Voiture                   | Équipe              | Équipiers                                     | Résultat |
| ----- | ------------------------- | ------------------- | --------------------------------------------- | -------- |
| 1994  | Courage C32LM-Porsche     | Courage Compétition | Alain Ferté / Henri Pescarolo                 | Abandon  |
| 1995  | Courage C41-Chevrolet     | Courage Compétition | Éric Bernard / Henri Pescarolo                | Abandon  |
| 1996  | Courage C36-Porsche       | La Filière Elf      | Emmanuel Collard / Henri Pescarolo            | 7e       |
| 1997  | Panoz Esperante GTR-1     | DAMS                | Éric Bernard / Jean-Christophe Boullion       | Abandon  |
| 1998  | Nissan R390 GT1           | Nissan Motorsports  | Michael Krumm / John Nielsen                  | 5e       |
| 1999  | Mercedes-Benz CLR         | Mercedes-AMG        | Pedro Lamy / Bernd Schneider                  | Abandon  |
| 2000  | Cadillac Northstar LMP-01 | Team Cadillac       | Butch Leitzinger / Andy Wallace               | 21e      |
| 2001  | Panoz LMP07               | Panoz Motorsport    | David Brabham / Jan Magnussen                 | Abandon  |
| 2002  | Courage C60-Peugeot       | Pescarolo Sport     | Jean-Christophe Boullion / Sébastien Bourdais | 10e      |
| 2003  | Courage C60-Peugeot       | Pescarolo Sport     | Jean-Christophe Boullion / Stéphane Sarrazin  | 8e       |